# 建碁
AOpen（建碁）為宏碁電腦旗下之「開放系統事業部」，專精於電腦零組件之開發設計、生產與銷售，由於經營成效斐然，遂於1996年12月正式以建碁AOPEN為公司名稱獨立營運，並於2000年8月於中華民國證券櫃檯買賣中心掛牌上櫃，並於2002年8月於台灣證券交易所股票公開上市，亦是第一個在泛宏碁集團中成功開啟「內部創業」典範的子公司。目前建碁AOpen為泛宏碁集團子公司，並繼續致力於小型化電腦平台之應用開發、生產與銷售。2017年11 月，宏碁公司藉由私募，將建碁再次納為宏碁集團的一員。
建碁AOPEN主要的產品開發策略為小型化(Miniaturize)、標準化(Sdandardize)與模組化(Modularize)等三大方向，近年來更是致力於節能產品的研發。建碁AOPEN將產品線依其客戶屬性、應用領域與情境等不同的性質，區分為「數位電子看板平台系列產品線(Digital Signage Platform)」與「小型化電腦應用產品線(Small Form Factor Platform) 」等兩大產品平台。

## 公司歷史
建碁成立于1996年12月，現總部位於台灣新北市汐止區。建碁在小型化電腦應用領域專注耕耘，以小型化(Miniaturize)、標準化(Standardize)與模組化(Modularize)為產品的核心開發與設計理念，講究產品的節能表現、零組件間的共通性與標準性，期能以最低的成本，開發出最具價值的產品，並且能夠讓消費者可以根據其應用需要，選擇其適合產品。是故，建碁以此經營理念，將產品的開發衍生出兩大主要方向：「解決方案平台、與零組件平台」，以小型化準系統與小型化電腦周邊零組件的方式，將產品推向包括一般消費者、商業應用與系統整合客戶等B2B市場，包括傳統的DIY零售市場、數位家庭與數位辦公室的應用市場，與諸如數位電子看板與廣告機等等的商業應用市場等。

## 產品
產品的開發衍生出兩大主要方向：「解決方案平台、與零組件平台」，以小型化準系統與小型化電腦周邊零組件的方式，將產品推向包括一般消費者、商業應用與系統整合客戶等B2B市場，包括傳統的DIY零售市場、數位家庭與數位辦公室的應用市場，與諸如數位電子看板與廣告機等等的商業應用市場等。

### 數位電子看板平台系列產品線
建碁AOpen在數位電子看板應用領域上的六大主要架構，皆有其對應的產品解決方案，包括數位電子看板的媒體播放器(Media Player)、管理與維護(Management)、安裝與部署(Deployment)、顯示器(Display)、功能擴充周邊(Extension)與軟體(Software)等等，完整的構成應用平台所需要的產品解決方案。

### 小型化電腦應用產品線
建碁AOpen在小型化電腦應用產品線上的主要開發方向為針對一般消費者的主要應用情境，如數位家庭(Digital Home) 情境中的影音中心(HTPC)、遊戲與娛樂電腦(Gaming PC)；數位辦公室(Digital Office)情境中的工作用電腦(Office PC)等等。另外，也開發供商業應用場所，如廣告機(Kiosk)、收銀系統(POS)等等所設計的小型化電腦產品(Business PC )。而建碁AOpen除了開發生產以上產品平台的準系統外，更以模組化與標準化的核心設計理念，供應能夠搭配選擇的周邊零組件，如電腦機殼、主機板、鍵盤與滑鼠等I/O零組件，提供消費者更具彈性的選擇其所需要的產品。